# Bernhard Loos
Bernhard Loos (nascido em 30 de julho de 1955) é um político alemão. Nasceu em Kaufbeuren, Baviera, e representa a CDU. Bernhard Loos é membro do Bundestag pelo estado da Baviera desde 2017.

## Vida
Ele tornou-se membro do bundestag após as eleições federais alemãs de 2017. É membro da Comissão das Petições e da Comissão dos Assuntos Económicos e Energéticos.